# Discografia di Lost Frequencies
Questa pagina contiene l'intera discografia di Lost Frequencies, dagli esordi fino ad ora.

## Album in studio
| Titolo                 | Dettagli                                                                                        | Posizione massima | Posizione massima | Posizione massima | Posizione massima |
| Titolo                 | Dettagli                                                                                        | BEL               | FRA               | NL                | SWI               |
| ---------------------- | ----------------------------------------------------------------------------------------------- | ----------------- | ----------------- | ----------------- | ----------------- |
| Less Is More           | - Pubblicazione: 21 ottobre 2016 - Etichetta: Armada - Formati: CD, download digitale           | 3                 | 108               | 40                | 48                |
| Less Is More (Deluxe)  | - Pubblicazione: 14 luglio 2017 - Etichetta: Armada - Formati: download digitale                | —                 | —                 | —                 | —                 |
| Alive And Feeling Fine | - Pubblicazione: 4 ottobre 2019 - Etichetta: Found Frequencies - Formati: CD, download digitale | 6                 | —                 | 51                | 52                |
| Cup Of Beats (Deluxe)  | - Pubblicazione: 25 settembre 2020 - Etichetta: Found Frequencies - Formati: download digitale  | —                 | —                 | —                 | —                 |

## EP
| Titolo       | Dettagli                                                                                    |
| ------------ | ------------------------------------------------------------------------------------------- |
| Feelings     | - Pubblicazione: 12 giugno 2014 - Etichetta: Ground Digital - Formato: download digitale    |
| Cup Of Beats | - Pubblicazione: 31 luglio 2020 - Etichetta: Found Frequencies - Formati: download digitale |

## Singoli

### Da solista
| Titolo                                                 | Anno | Posizione massima | Posizione massima | Posizione massima | Posizione massima | Posizione massima | Posizione massima | Posizione massima | Posizione massima | Posizione massima | Posizione massima | Posizione massima | Certificazioni | Album                  |
| Titolo                                                 | Anno | BEL               | AUS               | AUT               | FRA               | GER               | ITA               | NL                | NOR               | SPA               | SWI               | UK                | Certificazioni | Album                  |
| ------------------------------------------------------ | ---- | ----------------- | ----------------- | ----------------- | ----------------- | ----------------- | ----------------- | ----------------- | ----------------- | ----------------- | ----------------- | ----------------- | --- | ---------------------- |
| "Are You With Me"                                      | 2014 | 1                 | 1                 | 1                 | 4                 | 1                 | 13                | 3                 | 4                 | 1                 | 1                 | 1                 | - ARIA: 2× Platino - BEA: 5x Platino - BPI: 2x Platino - BVMI: Diamante - FIMI: 4× Platino - RMNZ: Platino - IFPI NOR: 2× Platino - NVPI: Platino - PROMUSICAE: 2× Platino | Less Is More           |
| "Reality" (con Janieck Devy)                           | 2015 | 1                 | 35                | 1                 | 2                 | 1                 | 8                 | 5                 | 5                 | 2                 | 2                 | 29                | - ARIA: Oro - BEA: 4x Platino - BPI: Argento - BVMI: 3× Oro - FIMI: 4× Platino - NVPI: 4× Platino - IFPI NOR: 3× Platino - PROMUSICAE: Platino                             | Less Is More           |
| "Beautiful Life" (con Sandro Cavazza)                  | 2016 | 1                 | —                 | 51                | 39                | 50                | 94                | 65                | —                 | 35                | —                 | —                 | - BEA: 2× Platino - NVPI: Platino | Less Is More           |
| "What Is Love"                                         | 2016 | 1                 | —                 | 20                | 92                | 24                | —                 | 73                | —                 | —                 | 52                | —                 | - BEA: 2× Platino - BVMI: Oro | Less Is More           |
| "All Or Nothing" (con Axel Ehnström)                   | 2017 | 9                 | —                 | —                 | —                 | —                 | —                 | —                 | —                 | —                 | —                 | —                 | - BEA: Platino | Less Is More           |
| "Here With You" (con Netsky)                           | 2017 | 2                 | —                 | —                 | —                 | —                 | —                 | 76                | —                 | —                 | —                 | —                 | - BEA: 2× Platino - NVPI: Oro | Less Is More (Deluxe)  |
| "Crazy" (con Zonderling)                               | 2017 | 1                 | —                 | 7                 | 73                | 13                | 15                | 56                | —                 | —                 | 13                | —                 | - BEA: 3× Platino - BVMI: Oro - FIMI: 2× Platino - NVPI: Oro - SNEP: Oro                                                                                                   | Alive And Feeling Fine |
| "Melody" (con James Blunt)                             | 2018 | 7                 | —                 | 19                | —                 | 26                | 48                | —                 | 39                | —                 | 8                 | —                 | - BEA: Platino - BVMI: Oro - FIMI: Platino | Alive And Feeling Fine |
| "Like I Love You" (con The NGHBRS)                     | 2018 | 5                 | —                 | 36                | 61                | 40                | —                 | —                 | —                 | —                 | 45                | —                 | - BEA: Platino - SNEP: Oro | Alive And Feeling Fine |
| "Recognise" (con Flynn)                                | 2019 | 18                | —                 | —                 | —                 | —                 | —                 | —                 | —                 | —                 | —                 | —                 | - BEA: Platino | Alive And Feeling Fine |
| "Truth Never Lies" (con Aloe Blacc)                    | 2019 | 35                | —                 | —                 | —                 | —                 | —                 | —                 | —                 | —                 | —                 | —                 | | Alive And Feeling Fine |
| "Sun Is Shining"                                       | 2019 | 5                 | —                 | —                 | —                 | —                 | —                 | —                 | —                 | —                 | —                 | —                 | - BEA: 2× Platino | Alive And Feeling Fine |
| "Black & Blue" (con Mokita)                            | 2019 | 53                | —                 | —                 | —                 | —                 | —                 | —                 | —                 | —                 | —                 | —                 | | Alive And Feeling Fine |
| "Sweet Dreams"                                         | 2020 | —                 | —                 | —                 | —                 | —                 | —                 | —                 | —                 | —                 | —                 | —                 | | Alive And Feeling Fine |
| "Love to Go" (con Zonderling e Kelvin Jones)           | 2020 | 6                 | —                 | 52                | —                 | 58                | —                 | 25                | —                 | —                 | 56                | —                 | - BEA: Platino | Cup Of Beats           |
| "One More Night" (con Easton Corbin)                   | 2020 | —                 | —                 | —                 | —                 | —                 | —                 | —                 | —                 | —                 | —                 | —                 | | Cup Of Beats           |
| "Don't Leave Me Now" (con Matthew Koss)                | 2020 | 11                | —                 | —                 | —                 | —                 | —                 | 42                | —                 | —                 | —                 | —                 | - BEA: Platino | Cup Of Beats           |
| "You" (con Love Harder e Flynn)                        | 2020 | —                 | —                 | —                 | —                 | —                 | —                 | —                 | —                 | —                 | —                 | —                 | | Cup Of Beats           |
| "Rise"                                                 | 2021 | 10                | —                 | —                 | 69                | —                 | —                 | 19                | —                 | —                 | —                 | —                 | - BEA: 2× Platino - SNEP: Oro | TBA                    |
| "Where Are You Now" (con Calum Scott)                  | 2021 | 4                 | 5                 | 3                 | 18                | 5                 | 38                | 10                | —                 | 85                | 2                 | 3                 | - BEA: 3× Platino - ARIA: 4× Platino - BPI: Platino - BVMI: 3× Oro - FIMI: Platino - IFPI AUT: 3× Platino - IFPI SWI: 2× Platino - PROMUSICAE: Oro - SNEP: Diamante        | TBA                    |
| "Questions" (con James Arthur)                         | 2022 | 13                | —                 | —                 | —                 | —                 | —                 | 54                | —                 | —                 | 87                | —                 | | TBA                    |
| "Chemical High"                                        | 2022 | —                 | —                 | —                 | —                 | —                 | —                 | —                 | —                 | —                 | —                 | —                 | | TBA                    |
| "Back To You" (con Elley Duhé e X Ambassadors)         | 2022 | —                 | —                 | —                 | —                 | —                 | —                 | —                 | —                 | —                 | —                 | —                 | | TBA                    |
| "—" denota che il singolo non è entrato in classifica. |      |                   |                   |                   |                   |                   |                   |                   |                   |                   |                   |                   | |                        |

### Collaborazioni
| Titolo                                                     | Anno | Posizione massima |
| Titolo                                                     | Anno | BEL               |
| ---------------------------------------------------------- | ---- | ----------------- |
| "Eagles Eyes" (Felix Jaehn con Lost Frequencies e Linying) | 2015 | 48                |

### Singoli promozionali
| Data di uscita   | Titolo                  | Album    |
| ---------------- | ----------------------- | -------- |
| 8 dicembre 2013  | "No Trust" (con Lauren) | Feelings |
| 29 dicembre 2013 | "Trouble" (con Lauren)  | Feelings |
| 7 febbraio 2014  | "Tell Me" (con Chesqua) | /        |

## Remix
| Data di uscita    | Titolo                                              | Artista Originale                                |
| ----------------- | --------------------------------------------------- | ------------------------------------------------ |
| 2 marzo 2014      | "Rockin" (Lost Frequencies Bootleg)                 | Phunk-A-Delic                                    |
| 29 maggio 2014    | "No Women No Cry" (Lost Frequencies Bootleg)        | Bob Marley                                       |
| 30 giugno 2014    | "In This World" (Lost Frequencies Bootleg)          | Moby                                             |
| 12 agosto 2014    | "Liberty City" (Lost Frequencies Remix)             | KRONO                                            |
| 16 febbraio 2015  | "Anymore" (Lost Frequencies Remix)                  | Alphabet (feat. Arc)                             |
| 4 marzo 2015      | "In And Out Of Love" (Lost Frequencies Remix)       | Armin van Buuren (feat. Sharon den Adel)         |
| 3 aprile 2015     | "Paris" (Lost Frequencies Remix)                    | Antoine Malye                                    |
| 7 maggio 2015     | "The Hum" (Lost Frequencies Remix)                  | Dimitri Vegas & Like Mike vs Ummet Ozcan         |
| 19 maggio 2015    | "All You Need" (Lost Frequencies Remix)             | Y.V.E. 48                                        |
| 10 luglio 2015    | "Run" (Lost Frequencies Remix)                      | Emma Bale                                        |
| 21 novembre 2015  | "Sleep / For The Weak" (Lost Frequencies Remix)     | Lea Rue                                          |
| 9 settembre 2016  | "Cold Water" (Lost Frequencies Remix)               | Major Lazer (feat. Justin Bieber & MØ)           |
| 20 gennaio 2017   | "Hey Baby" (Lost Frequencies Remix)                 | Dimitri Vegas & Like Mike vs Diplo               |
| 3 marzo 2017      | "Alone" (Lost Frequencies Remix)                    | Alan Walker                                      |
| 11 maggio 2017    | "Malibu" (Lost Frequencies Remix)                   | Miley Cyrus                                      |
| 8 marzo 2018      | "Guinea Pig" (Lost Frequencies Remix)               | Girls in Hawaii                                  |
| 5 aprile 2018     | "Dam Sauz" (Lost Frequencies Cut)                   | Tpauz                                            |
| 1 aprile 2019     | "American Boy" (Lost Frequencies Remix)             | Estelle (feat. Kanye West)                       |
| 3 giugno 2019     | "Nessuno mi può giudicare" (Lost Frequencies Remix) | Caterina Caselli                                 |
| 5 luglio 2019     | "Summer Days" (Lost Frequencies Remix)              | Martin Garrix (feat. Macklemore & Patrick Stump) |
| 20 settembre 2019 | "In The Shadows" (Lost Frequencies Remix)           | The Rasmus                                       |
| 27 settembre 2019 | "Slow Burn" (Lost Frequencies Remix)                | Moksi (feat. Elayna Boynton)                     |
| 13 novembre 2019  | "Ave Cesaria" (Lost Frequencies Remix)              | Stromae                                          |
| 30 gennaio 2020   | "She Don't Dance" (Lost Frequencies Remix)          | Everyone You Know                                |
| 15 marzo 2020     | "Worry About Me" (Lost Frequencies Remix)           | Ellie Goulding (feat. blackbear)                 |
| 7 maggio 2020     | "Tequila" (Lost Frequencies Remix)                  | Jax Jones & Martin Solveig (feat. RAYE)          |
| 22 maggio 2020    | "Lay Your Head On Me" (Lost Frequencies Remix)      | Major Lazer                                      |
| 4 giugno 2020     | "Never Give Up" (Lost Frequencies Remix)            | Mathame                                          |
| 22 ottobre 2020   | "Be Someone" (Lost Frequencies Remix)               | Joachim Pastor (feat. EKE)                       |
| 20 maggio 2021    | "Bloodstream" (Lost Frequencies Remix)              | twocolors                                        |
| 9 luglio 2021     | "Never Going Home" (Lost Frequencies Remix)         | Kungs                                            |
| 13 gennaio 2023   | "Kesariya" (Lost Frequencies Remix)                 | Pritam & Arijit Singh                            |